# Rosemarie Wildi-Benedict
Rosemarie Wildi-Benedict (* 3. Mai 1924 als Rosamaria Noemi Wanda Benedict in Fiume (heute Rijeka); † 10. November 2010 in Aarau) war eine Pädagogin, Übersetzerin und Autorin.

## Leben
Rosemarie Wildi-Benedict war die Tochter von Erna Dóczi und Ferenc Benedikt, der Direktor einer Raffinerie in Fiume war. Weil sie Juden waren, wurde die Familie ab 1938 diskriminiert: Der Vater wurde entlassen, die Familie verlor die italienische Staatsbürgerschaft und die Wohnung, die 14-jährige Rosemarie wurde aus der öffentlichen Schule ausgeschlossen. Während der rund acht Jahre ältere Bruder im Jahr 1939 Italien verliess und sich in den USA eine Existenz als Physiker aufbaute, blieb sie in Italien. Nachdem es ihr 1943 gelungen war, die Matur trotz erschwerten Bedingungen zu bestehen, erwarb sie sich ein Diplom als Klavierlehrerin in Triest. Die Schlussphase des Zweiten Weltkrieges überlebte sie im piemontesischen Boves. Danach studierte sie in Turin Physik (Promotion 1949/50). 1951 heiratete sie den Organisten Peter Loosli. Sie wurde Schweizerin und lebte fortan in der Schweiz, wo sie mit Peter Loosli vier Kinder hatte: Paul Jörg (* 1953), Silvia Daniela (* 1956), Markus Hans und Thomas Peter (* 1957). Die Familie lebte zunächst in Schüpfen, danach in Thun.
Im Jahr 1958 gründete Wildi-Benedict die Thuner Società Dante Alighieri. Sie beteiligte sich 1966 als Übersetzerin aus dem Französischen ins Italienische zusammen mit Georges Redard, Fulvio Roiter am Silva-Buch Persia. Nach der Scheidung von Peter Loosli zog sie mit den Kindern nach Aarau, wo sie 1968 bis 1987 als Italienischlehrerin am Lehrerseminar wirkte, der heutigen Neuen Kantonsschule Aarau. 1968 gründete sie in Aarau eine lokale Società Dante Alighieri, die sie in den Jahren 1968 bis 2002 präsidierte. Sie organisierte regelmässig Referate namhafter Persönlichkeiten aus dem italienischsprachigen Raum. In diesem Zusammenhang korrespondierte sie unter anderem mit Adolfo Jenni und Remo Fasani. Prägend war die Begegnung mit Primo Levi, der sie ermutigte, ihre "Piccole memorie" zu publizieren.

## Werke (Auswahl)
Biographie:
- Piccole memorie, 1938-1950: "Rosemarie" [Cuneo, 3. Auflage] 2001. Dieser Text wurde auch auf Deutsch und auf Französisch übersetzt, vgl.:
- Erinnerungen 1938–1950. Fiume-Adria Palais. Cuneo 2009.
- J'avais 14 ans en 1938: souvenirs d'une jeune fille juive en Italie: avec une lettre de Primo Levi et une préface de Markus Hediger, Neuchâtel (2015).

Mitarbeit als Übersetzerin:
- Persia (Iran) / Testo: Georges Redard; (Trad. dal francese di Rosemarie Loosli-Benedict). Silva, Zürich 1966.

Lehrmittel:
- Welcome. Englisch für Untergymnasien, Bezirks- und Sekundarschulen. Beratende Mitarbeit. Donauwörth 1986.
- Il vocabolario italiano-tedesco di «Lessico famigliare» di Natalia Ginzburg Einaudi. Glossari di narrativa italiana contemporanea. Collana diretta da Guido Beretta et Sergio Pastore. Kilchberg 1988.
- Il vocabolario italiano-tedesco di «La chiave a stella» di Primo Levi. Glossari di narrativa italiana contemporanea. Collana diretta di Guido Beretta e Sergio Pastore. Kilchberg 1990.